# Лох-Суилли
Лох-Суилли (англ. Lough Swilly, ирл. Loch Súilí) — бухта, один из трёх ледниковых фьордов в Ирландии, расположенный в графстве Донегол между полуостровами Инишоуэн и Фанад. Имеет глубину 15—50 метров, судоходен. Высота прилива колеблется от 1,4 м до 3,7 м. На побережье залива есть как эффектные клифы, так и песчаные пляжи. Летом у залива живёт полярная крачка, зимой — темноклювая гагара; в заливе есть как обычные, так и серые тюлени, водятся лососи. Как место обитания различных видов животных залив защищён по ряду признаков; он входит в European Habitats and Birds Directive, Wetlands of International Importance (по Рамсарской конвенции), Natural Heritage Area (по законодательству Ирландии, акты 1976 и 2000 годов).